# Вегелин, Александр Иванович
Александр Иванович Вегелин (1801—1860, Одесса) — декабрист, командир 3 роты Литовского пионерного батальона. Член «Общества военных друзей». Двоюродный брат Г. К. Игельстрома.

## Биография
Родился в 1801 году. Происходил из дворян Волынской губернии. Отец — доктор медицины Иоганн Кристоф Вегелин; за матерью числилось до 600 душ. 
Воспитывался в 1-м кадетском корпусе, откуда был выпущен прапорщиком в 7-й пионерный батальон 26 июля 1818 года. Поручик (с 25 марта 1822 года) был переведён 30 июня 1823 года в Литовский пионерный батальон.
Состоял членом тайного «Общества военных друзей»; был организатором выступления Литовского пионерного батальона.
Находился под арестом с 26 декабря 1825 года в Белостоке. Военным судом лишен дворянства, чинов и приговорён к смертной казни, но по конфирмации 15 апреля 1827 года сослан на 10 лет в каторжную работу с оставлением в Сибире на поселении по отбытии каторги. С 15.2.1828 года находился в Читинском остроге, с сентября 1830 года — в Петровском заводе. Указом 8 ноября 1832 года обращен на поселение в слободу Сретенскую Нерчинского заводского округа Иркутской губернии. В 1835 году к нему перевели Игельстрома. Братья прожили вместе почти год, занимаясь сельским хозяйством. 
В январе 1837 года ему было разрешено поступить на службу в Отдельный кавказский корпус — зачислен с 18 августа 1837 года рядовым в Кабардинский егерский полк в отряд генерала Засса. Участвовал в военных экспедициях, строительстве Головинского и Махошевського укреплений, форта  Лазаревского. За отличие 18 августа 1838 года произведён в унтер-офицеры. На Кавказе он познакомился с Львом Пушкиным, братом А. С. Пушкина, и Лермонтовым. 
В январе 1843 года был уволен в отставку в чине прапорщика по состоянию здоровья, с запретом въезда в обе столицы и полицейским надзором по месту жительства. Жил в Полтаве, затем у родственников в Новой Праге Херсонской губернии и в Одессе, где заведовал минеральными водами. В Одессе на его руках умер Лев Пушкин, там же умер и он сам, в 1860 году. Был похоронен на 1-м Христианском кладбище Одессы.